# Burg Golling
Die Burg Golling ist eine Höhenburg im österreichischen Golling an der Salzach, im Bundesland Salzburg. Sie ist für österreichische Verhältnisse relativ groß und befindet sich in strategisch wichtiger Lage an der Salzach im Salzburger Tennengau.

## Geschichte
Vielleicht hat sich schon zur Römerzeit auf der durch Felsen gut geschützten Anhöhe ein Wachturm befunden. Von hier aus konnte die vorbeiführende Römerstraße Virunum–Iuvavum beobachtet werden. Der nahe gelegene Pass Lueg zwischen Hagengebirge und Tennengebirge war schon in der Bronzezeit ein wichtiger Übergang.
Eine Motte (Turmhügelburg) aus Holz könnte der Vorläufer der im 13. Jahrhundert aus Stein errichteten Höhenburganlage gewesen sein. 1325 wurde sie den Kuchlern, einer Salzburger Adelsfamilie, gegen eine Ablösesumme von 300 Pfund Silberpfennigen übergeben. 1375 verkaufte Hartneid von Kuchl die Burg an Erzbischof Pilgrim II. von Puchheim. Für Jahrhunderte verblieb es darauf im Eigentum der Salzburger Erzbischöfe. Dabei war die Burg der zugewiesene Amtssitz eines bestellten (Gerichts-)Pflegers, der die Burg instand zu halten hatte.
1722 besuchte Fürsterzbischof Franz Anton von Harrach die Burg und ließ sie sanieren sowie mit einem beheizbaren Fürstenzimmer ausstatten.

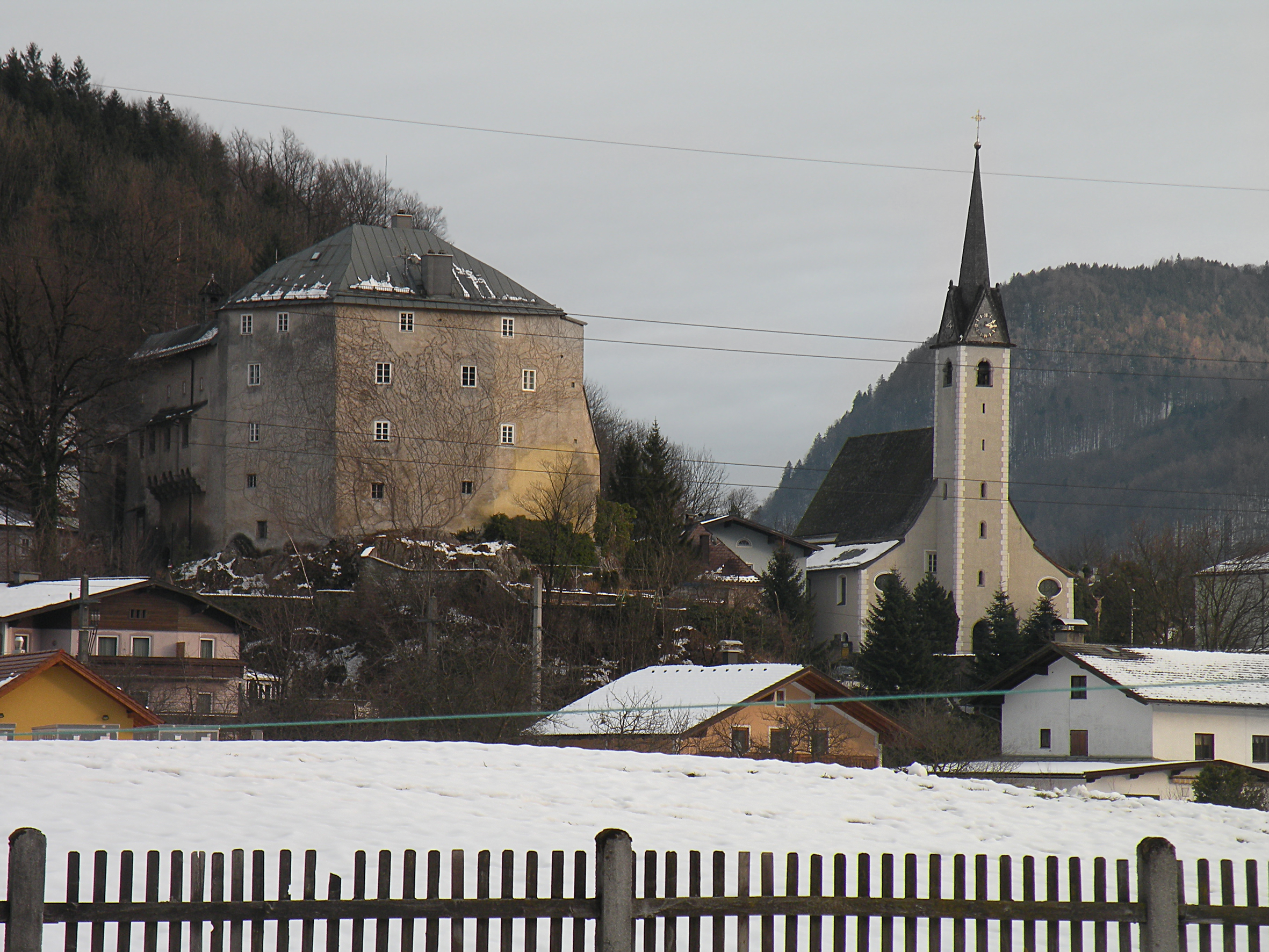
Burg und Kirche von Golling

## Museum
1971 wurde ein Museum auf der Burg gegründet. Dort sind nicht nur Gegenstände aus der Geschichte der Burg, sondern auch Fossilfunde aus der Umgebung ausgestellt. Nicht zuletzt wegen des Museums, aber auch wegen der im Sommer dort regelmäßig abgehaltenen Veranstaltungen, ist die Anlage ein beliebter Ausflugsort für Einheimische und Touristen.

## Festspiele Burg Golling
Seit 1999 veranstaltet der gemeinnützige Verein Kunst & Musik Forum Golling die Festspiele Burg Golling. In der Saison 2019 gab es 17 Veranstaltungen. Das Programm bietet eine bunte Mischung aus klassischer Kammermusik, Lesungen, Chansons und Jazz.